# Brachydontium olympicum
Brachydontium olympicum là một loài rêu trong họ Seligeriaceae. Loài này được (E. Britton) T.T. McIntosh & J.R. Spence mô tả khoa học đầu tiên năm 1986.